# Bill Berry (basket-ball)
Bill Berry, né en 1942, est un entraîneur américain de basket-ball.

## Carrière
Bill Berry a également été entraîneur adjoint des Spartans de Michigan State qui ont été champions lors de la saison 1978-1979 et entraîneur adjoint dans l'équipe des Rockets de Houston champions en 1994 et 1995.